# Observatoire du cinéma au Québec
L'Observatoire du cinéma au Québec (OCQ) est un organisme dont la mission est d'encourager les échanges entre les intervenants des industries culturelles et ceux de la recherche universitaire.
L'Observatoire a été fondé en 2007 à l'Université de Montréal par le producteur et réalisateur Denis Héroux et le professeur André Gaudreault et il a été lancé officiellement en 2010.
L'Observatoire organise chaque année une série d'activités, pour la plupart gratuites et ouvertes à tous, comprenant notamment des projections, des conférences, des causeries, des leçons de cinéma et des colloques. L'Observatoire collabore également à la production de la série télévisée Au cœur du cinéma québécois (avec la Faculté des arts et des sciences de l'Université de Montréal), présentée au Canal Savoir.

## Prix
L'Observatoire du cinéma au Québec remet annuellement trois prix :
- le Prix Recherche, pour souligner la contribution exceptionnelle d'un chercheur au milieu des études cinématographiques ;
- le Prix Création, pour souligner la contribution exceptionnelle d'un artisan au développement du cinéma ;
- le Prix Engagement, pour souligner la contribution exceptionnelle qu'une personne a apporté, par sa passion et son dévouement, au milieu du cinéma.

### Récipiendaires des prix de l'Observatoire du cinéma au Québec
Prix Recherche, créé en 2013
- 2013 – Dominic Arsenault
- 2014 – Louis-Paul Willis
- 2015 – Thomas Waugh
- 2016 – Christine Ross
- 2017 – Germain Lacasse

Prix Création, créé en 2013
- 2013 – Fernand Dansereau
- 2014 – Catherine Martin
- 2015 – Monique Fortier
- 2016 – André-Line Beauparlant
- 2017 – Sylvain L’Espérance

Prix Engagement, créé en 2014
- 2014 – Marie-Claude Loiselle
- 2015 – Roland Smith
- 2016 – Pierre Véronneau
- 2017 – Réalisatrices Équitables